# Mistrzostwa Świata w Szermierce 1934
Mistrzostwa Świata w Szermierce 1934 – 12. edycja mistrzostw odbyła się w Warszawie.

## Klasyfikacja medalowa
| Lp. | Państwo         | złoto | srebro | brąz | Razem |
| --- | --------------- | ----- | ------ | ---- | ----- |
| 1   | Węgry           | 5     | 1      | 1    | 7     |
| 2   | Włochy          | 2     | 4      | 2    | 8     |
| 3   | Francja         | 1     | 1      | -    | 2     |
| 4   | III Rzesza      | -     | 1      | 2    | 3     |
| -   | Szwecja         | -     | 1      | 2    | 3     |
| 6   | Wielka Brytania | -     | -      | 1    | 1     |
| -   | Polska          | -     | -      | 1    | 1     |

## Medaliści

### Mężczyźni
| Złoto | Srebro | Brąz |
| Floret | | |
| Giulio Gaudini | Gustavo Marzi | Giorgio Bocchino |
| Włochy · Giorgio Bocchino · Manlio Di Rosa · Giulio Gaudini · Gioacchino Guaragna · Gustavo Marzi · Giuliano Nostini | Francja · René Bougnol · André Gardère · Édward Gardère · Michel Godin · René Lemoine                                            | III Rzesza · Erwin Casmir · Julius Eisenecker · August Heim · Stefan Rosenbauer                                         |
| Szpada | | |
| Pál Dunay | Gustaf Dyrssen | Hans Drakenberg |
| Francja · Georges Buchard · Philippe Cattiau · Michel Godin · René Lemoine · Michel Pécheux · Jean Piot              | Włochy · Giancarlo Brusati · Giancarlo Cornaggia-Medici · Roberto Battaglia · Saverio Ragno · Giorgio Rastelli · Franco Riccardi | Szwecja · Hans Drakenberg · Gustaf Dyrssen · Carl Gripenstedt · Nils Hellsten · Sven Thofelt · Bertil Uggla             |
| Szabla | | |
| Endre Kabos | Giulio Gaudini | László Rajcsányi |
| Węgry · Jenő Erdélyi · Aladár Gerevich · György Jekelfalssy · Endre Kabos · László Rajcsányi · Imre Rajczy           | Włochy · Giulio Gaudini · Gustavo Marzi · Aldo Montano · Vincenzo Pinton · Emilio Salafia · Angelo Treves                        | Polska · Władysław Dobrowolski · Leszek Lubicz-Nycz · Władysław Segda · Antoni Sobik · Marian Suski · Tadeusz Friedrich |

### Kobiety
| Złoto                                                                                         | Srebro                                                             | Brąz                                                                                             | Brąz                                                                          |
| Floret                                                                                        |                                                                    |                                                                                                  |                                                                               |
| Ilona Elek                                                                                    | Margit Elek                                                        | Hedwig Haß                                                                                       | Hedwig Haß                                                                    |
| Węgry · Erna Bogáti · Margit Danÿ · Ilona Elek · Margit Elek · Katalin Horváth · Ilona Vargha | III Rzesza · Hedwig Haß · Henni Jüngst · Olga Oelkers · Leni Oslob | Wielka Brytania · Mary Geddes · Judy Guinness · Gwendoline Neligan · Kathleen Stanbury-Statbourg | Włochy · Ada Biagini · Marisa Cerani · Letizia Meneghelli · Germana Schwaiger |